# José Campo
Pour les articles homonymes, voir Campo.
 (décembre 2022).
Si vous disposez d'ouvrages ou d'articles de référence ou si vous connaissez des sites web de qualité traitant du thème abordé ici, merci de compléter l'article en donnant les références utiles à sa vérifiabilité et en les liant à la section « Notes et références ».
José Campo Pérez (Valence, 22 mai 1817, Madrid, 19 août 1889), est commerçant, financier, éditeur et homme politique espagnol. Maire de Valence vers le milieu du XIXe siècle, il est aussi l’un des principaux entrepreneurs coloniaux du pays à cette époque. Il est également considéré comme un pionnier des chemins de fer.[réf. nécessaire]